# Carl Bergsten
Carl Gustaf Bergsten, né le 10 mai 1879 à Norrköping, mort le 22 avril 1935 à Stockholm, est un architecte suédois de la période de transition entre le romantisme national et le fonctionnalisme.

## Formation
Carl Bergsten est le fils de Wilhelm Bergsten, médecin, et d'Octavie, née von Koch, et le frère de l'architecte Harald Bergsten et de l'artiste Ninni Bergsten.
Carl Bergsten a obtenu son diplôme d'architecte en 1901 à l'Institut royal de technologie et a quitté l'Académie royale des beaux-arts de Stockholm trois ans plus tard avec une médaille royale. Une bourse l'emmène en Allemagne et à Vienne, en Autriche, où il est inspiré par l'architecture austère et géométrique. Il se forme auprès d'Isak Gustav Clason et d'Erik Lallerstedt. De 1912 à 1916, il est rédacteur en chef du magazine Arkitektur et, de 1917 à 1921, il dirige le département du mobilier de la Nordiska Kompaniet. De 1925 à 1931, il est conseiller en construction au sein de l'office de la construction. Il est ensuite professeur d'architecture à l'Institut royal des arts de Stockholm.

## Carrière
Carl Bergsten a dirigé son propre cabinet d'architecture de 1904 à 1935, et ses premiers travaux ont été influencés par l'architecture viennoise radicale que l'on retrouve dans l'immeuble résidentiel Skravelberget större 1, Nybrogatan 9 à Stockholm, où il a également exercé son métier d'architecte pendant un certain temps. Une série de travaux dans sa ville natale de Norrköping est caractéristique : il y conçoit, avec l'architecte Gunnar Morssing, les pavillons de l'exposition d'art et d'industrie de Norrköping en 1906, ainsi que le bâtiment de la Skandinaviska Enskilda Banken (1906).
L'architecture lourde en briques a changé avec le Liljevalchs konsthall à Stockholm, où Bergsten a remporté le concours en 1913. Le bâtiment, qui a été érigé en 1914-1916, est considéré comme la percée de l'architecture moderne en Suède. Les œuvres les plus importantes de Bergsten dans les années 1920 sont entièrement caractérisées par le classicisme suédois du XXe siècle, qui a également attiré beaucoup d'attention internationale et a été connu sous le nom de « grâce suédoise ». Parmi ces œuvres, citons le pavillon suédois de l'exposition de Paris de 1925 et l'intérieur du navire MS Kungsholm (1927-1928). Sa dernière œuvre est le théâtre municipal de Göteborg (1934), où il est clair que Bergsten n'a jamais totalement adopté le fonctionnalisme, mais l'a combiné avec le néoclassicisme.
Le musée municipal de Norrköping avait autrefois une salle consacrée à l'œuvre de Carl Bergsten. On pouvait y voir la robe de mariée qu'il avait dessinée pour sa future épouse. Une rue du quartier Klockaretorpet de Norrköping porte le nom de Carl Bergstens gata. Bergsten est représenté, entre autres, au Musée national de Stockholm.
Carl Bergsten est enterré au cimetière de Danderyd.